# کارکس البیدا
کارکس البیدا (نام علمی: Carex albida) نام یک گونه از سرده جگن است.